# عبدالجبار قهاری
عبدالجبار قَهّاری (فارسی تاجیکی: Абдучаббор Каххори) از شاعران و نویسندگان فارسی‌زبان کشور تاجیکستان است.
وی شصت سال است که حضوری پابرجا در ادب معاصر تاجیک دارد.
مهر به میهن، و آشتی‌جویی از ویژگی‌های سروده‌های اوست.

## آثار
- کان بادام
- مشعل‌افروز
- گل بهار
- گل شام
- شکوفه‌های از خون دمیده
- شب پیش از مرگ (داستان)
- رنگین‌کمان (اثرهای منتخب)
- سرود بخت

## نمونه شعر
قطعه‌ای گوگرد باشد پیکرم،
دانه‌ها گویا حساب عمر من
سال‌های رفته‌ام را بشمرم،
پیش چشم آید کتاب عمر من.
نمونه‌ای دیگر.